# Lepidosaphes australis
Lepidosaphes australis är en insektsart som beskrevs av Borchsenius 1966. Lepidosaphes australis ingår i släktet Lepidosaphes och familjen pansarsköldlöss. Inga underarter finns listade i Catalogue of Life.